# 甘肃简牍博物馆
甘肃简牍博物馆（英語：Gansu Bamboo Slips Museum）是一座位于甘肃兰州的简牍主题博物馆。

## 历史
甘肃简牍博物馆建立于2012年12月12日，其前身是甘肃省博物馆汉简整理研究室，1986年改为甘肃省考古所汉简研究室，2007年改为甘肃简牍保护研究中心，2012年改为现在名字，是目前中国唯一的省级简牍博物馆，馆藏文物有50,129件，包括简牍39,465多枚。
目前还没有专门博物馆舍来存放简牍，新馆于2019年9月24日开工建设，计划于2021年建成开放。新馆位于甘肃兰州七里河区马滩文化岛，占地面积48.6亩，总建筑面积达3.79万平方米。

## 展品
- 居延漢簡
- 水泉子汉简
- 马圈湾汉简
- 放马滩秦简
- 临泽晋简